# 딜리셔스 (웹사이트)

딜리셔스 로고.

딜리셔스(delicious)는 소셜 북마킹으로 유명한 웹사이트로 즐겨찾기를 저장하고, 다른 사용자들과 함께 공유하고, 다른 사용자들의 즐겨찾기를 볼 수 있는 웹사이트이다. 2003년 후반 조슈아 샤흐터(Joshua Schachter)에 의해 만들어졌다. 2005년 야후!가 인수하면서 야후!의 한 부분이 되었다. 2011년 4월 AVOS 시스템즈가 재인수하여 야후!에서 독립하여 별도로 운영되고 있다.

## 설명
소셜 북마크(Social Bookmark)는 사용자들이 웹서핑 중에 북마크할 가치가 있다고 생각되는 사이트 또는 포스트, 웹페이지를 발견하면 웹 브라우저의 즐겨찾기에 추가하는 것이 보통이다. Social Bookmark는 브라우저에 즐겨찾기를 추가하는 대신에 웹에 추가하고 이를 다른 사람들이 자신의 개인 영역에 북마크할 수 있도록 하고, 몇 명이 북마크를 추가했는지를 통해 해당 사이트의 가치를 평가하는 것이다.
즉, 즐겨찾기 추가라는 이기적 행위를 통해 사이트의 가치를 평가하고, 이에 공감하는 다른 사람이 다시 북마크할 수 있도록 하는 것이다. 이기적 행위로 이타성을 충족시켜주는 것이다. 북마크 행위가 이타성을 발휘할 수 있는 것은, 사용자가 북마크할 경우에는 자신의 기준으로 봤을 때 가치가 있다고 판단했기 때문이다. 그 판단의 기준에는 다른 사람이 공유한 북마크의 URL을 방문하여 판단할 수도 있고, 몇 명이 북마크를 했는지를 보고도 판단할 수 있다. 1명이 북마크한 사이트보다 100명이 북마크한 사이트가 더 유용한 사이트라고 판단하는 것이다. 딜리셔스가 미국에서 각광을 받은 것도 이때문이다.
딜리셔스에서는 폴더나 카테고리 대신 태그로 즐겨찾기를 관리한다. 모든 사용자들의 태그가 딸려있는 즐겨찾기를 같이 보는 것도 가능하다. 예를 들어, "https://web.archive.org/web/20130928145440/http://delicious.com/tag/wiki"에서는 최근에 저장된 "wiki" 태그가 붙여져 있는 즐겨찾기를 보여준다. 이처럼 서로 비슷한 관심사를 가진 사용자들이 추가한 즐겨찾기를 보는 것이 가능하다.
딜리셔스는 메인 페이지에 "핫리스트(hotlist)"와 "인기있는"(popular), 그리고 "최근에 추가된(recent) 페이지를 보여준다. 이러한 것들은 인터넷 문화와 트렌드를 바로 확인할 수 있도록 해준다.
웹사이트는 간단한 HTML로 읽을 수 있으며 사람이 쉽게 이해하고 읽을 수 있는 URL로 이루어져 있다. 각 페이지마다 RSS 피드가 제공되며, 다른 개발자들이 비슷한 종류의 서비스를 제작할 수 있도록 API가 공개되어 있다.
딜리셔스를 사용하는 것은 무료이며, 이 사이트의 전체적인 소스 코드는 공개되어 있지 않지만, 사용자의 데이터를 API를 통해 XML이나 JSON 포맷으로 받을 수 있다. 또한 넷스케이프의 즐겨찾기 표준 포맷으로도 내보낼 수 있다.
기본적으로 딜리셔스에 포스팅되는 것은 모든 이에게 공개되지만, 사용자가 공개를 원하지 않는 경우 private 기능을 이용해 공개되는 것을 막을 수 있다. 이러한 과정을 통해 추가된 즐겨찾기들은 오직 그 사용자에게만 'not shared'라는 글씨로 해당 즐겨찾기는 공개되지 않았다는 것을 표시해준다. 다른 곳에서 가져온 즐겨찾기는 기본적으로 비공개 상태로 저장된다.
딜리셔스에 저장한 링크 모음이나 태그 모음 등은 자신의 블로그에 내보낼 수 있다.
적은 수이긴 하지만 딜리셔스의 오픈 소스 클론, 또는 유사 한글 사이트가 있는데, mar.gar.in 보관됨 2007-01-13 - 웨이백 머신이 대표적인 예이다.
2005년 12월 9일 금요일, 야후!에 인수 합병되었다. 2008년 7월 31일, 새 디자인과 기존 이름(del.icio.us)에서 마침표를 뺀 새 이름과 도메인이 적용되어, del.icio.us와 delicio.us로 접속했을 경우 새 도메인인 delicious.com으로 자동으로 이동한다.

## 같이 보기
- 웹 2.0